# سارة هال
سارة هال هي فنانة زجاجية ‏ كندية، ولدت في 9 ديسمبر 1951 في هاميلتون في كندا.